# Мезгильсор
Мезгильсо́р (каз. Мезгілсор) — упразднённое село в Бурабайском районе Акмолинской области Казахстана. Входило в состав Абылайханского сельского округа. Код КАТО — 117033500.

## География
Село располагалось в северной части района, на расстоянии примерно 45 километров (по прямой) к северу от административного центра района — города Щучинск, в 16 километрах к северу от административного центра сельского округа — села Кызылагаш.
Абсолютная высота — 252 метров над уровнем моря.
Ближайшие населённые пункты: село Аймак — на северо-востоке, село Туполевка — на западе.

## История
Постановлением акимата Акмолинской области от 10 июня 2011 года № А-5/217 и решением Акмолинского областного маслихата от 10 июня 2011 года № 4С-33-8 «О переводе в категорию иных поселений некоторых сел Акмолинской области по Бурабайскому и Жаксынскому районам», зарегистрированное Департаментом юстиции Акмолинской области 11 июля 2011 года № 3394:
- село Мезгильсор Абылайханского сельского округа было переведено в категорию иных поселений, и исключено из учетных данных;
- поселение упразднённого населённого пункта — вошло в состав села Кызылагаш.

## Население
В 1989 году население села составляло 169 человек (из них казахи — основное население).
В 1999 году население села составляло 125 человек (69 мужчин и 56 женщин). По данным переписи 2009 года, в селе проживало 35 человек (21 мужчина и 14 женщин).
| Численность населения | Численность населения | Численность населения |
| 1989                  | 1999                  | 2009                  |
| --------------------- | --------------------- | --------------------- |
| 169                   | ↘125                  | ↘35                   |